# Świadkowie Jehowy w Gujanie
Świadkowie Jehowy w Gujanie – społeczność wyznaniowa w Gujanie, należąca do ogólnoświatowej wspólnoty Świadków Jehowy, licząca w 2023 roku 3280 głosicieli, należących do 46 zborów. W 2023 roku na dorocznej uroczystości Wieczerzy Pańskiej zgromadziło się 12 125 osób. Działalność miejscowych głosicieli koordynuje trynidadzkie Biuro Oddziału.

## Historia

### Początki

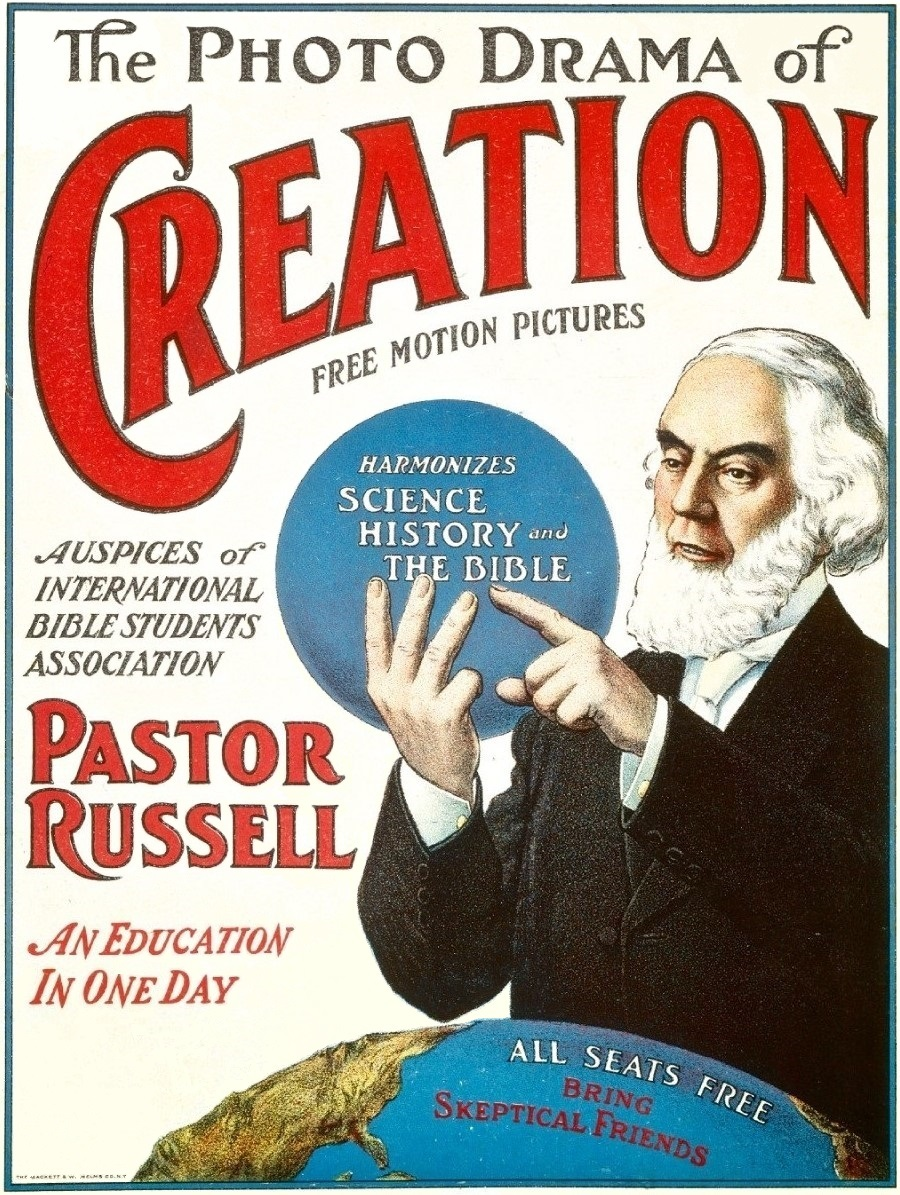
W 1916 roku rozpoczęto wyświetlanie w Gujanie Fotodramy stworzenia

W roku 1900 pierwsi Gujańczycy zaczęli czytać i wspólnie analizować „Strażnicę” i inne publikacje religijne. Dwanaście lat później Evander Joel Coward wygłosił w Georgetown i w New Amsterdam wykłady biblijne. W 1913 roku zebrania religijne odbywały się w wynajętych pomieszczeniach w Somerset House, z których korzystano do roku 1958. Przychodziło na te zebrania średnio 100 osób, choć było tam w tym czasie tylko 25 głosicieli.
W roku 1914 w Georgetown powstało pierwsze gujańskie Biuro Oddziału. Dwa lata później rozpoczęto urządzać pokazy filmu Fotodrama stworzenia. W roku 1917 pod naciskiem duchowieństwa władze nałożyły zakaz na niektóre publikacje biblijne Towarzystwa Strażnica. W roku 1922 uchylono ten zakaz. Wówczas to Gujanę odwiedził misjonarz George Young. W roku 1933 do rozprzestrzeniania się religii przyczyniały się również miejscowe stacje radiowe, które nadawały programy Świadków Jehowy. W roku 1941 „Strażnica” i „Pociecha” (obecnie „Przebudźcie się!”) obłożone zostały zakazem. W roku 1944 zakazem tym zostały objęte wszystkie inne publikacje Świadków Jehowy oraz Biblie. We wrześniu 1942 roku zorganizowano kongres pod hasłem „Nowy świat”, uczestniczyło w nim 300 osób.

### Rozwój działalności
W kwietniu 1946 roku do Gujany przyjechał Nathan H. Knorr, który zaapelował do władz o zniesienie zakazu. Na zgromadzeniu w Georgetown N.H. Knorr przemawiał do 180 obecnych. Świadkowie Jehowy zebrali 31 370 podpisów pod petycją, w której protestowali przeciwko zakazowi. Następnie przedłożyli ją władzom. Aby Gujańczycy mogli uzyskać dokładne informacje o zaistniałej sytuacji, opublikowano specjalną broszurę. Wówczas władze zniosły zakaz dotyczący literatury Świadków Jehowy.
W tym samym roku przybyli do kraju pierwsi misjonarze, absolwenci Szkoły Gilead. W Gujanie działało wtedy 91 wyznawców, w 1948 roku – 220, a w 1954 roku – 434. W tym też roku w całej Gujanie zorganizowano pokazy filmu Społeczeństwo Nowego Świata w działaniu. Na początku 1954 roku w kinie Globe w Georgetown przemówienie do ponad 2100 słuchaczy wygłosili Nathan Knorr i Milton Henschel. W kongresie pod hasłem „Społeczeństwo Nowego Świata” uczestniczyło 2737 osób.
W roku 1959 liczba głosicieli wynosiła 685 osób. W roku 1960 Biuro Oddziału zakupiło w Georgetown plac z zabudowaniami, które służyły jako dom misjonarski. Wyznawcy nabyli własne łodzie, które nazywali kolejno Głosiciel Królestwa I, aż do Głosiciela Królestwa V i z nich szerzyli swoją religię w gujańskich dorzeczach. W roku 1967 przekroczono liczbę 1000 głosicieli.
W roku 1988 oddano do użytku nowe obiekty Biura Oddziału, wzniesione na dotychczas wykorzystywanej posesji. W październiku 1995 roku w mieście Mahaicony powstała pierwsza Sala Królestwa, zbudowana tzw. metodą szybkościową. Od tego roku w miejscowości Baramita ponad 90% mieszkańców regularnie przychodzi na zebrania Świadków Jehowy. W roku 1999 na dwóch kongresach pod hasłem „Prorocze słowo Boże” w Gujanie było 7126 obecnych. Jeden z nich odbył się w Georgetown, a drugi w Berbice.
W roku 2003 oddano do użytku Biuro Oddziału, zbudowane na nowej posesji. Odbyło się specjalne zgromadzenie, w którym uczestniczyły 4752 osoby z 12 krajów, czyli przeszło dwa razy więcej, niż wynosiła ówczesna liczba gujańskich Świadków Jehowy. W 2004 roku działało ich 2163, a z kongresów pod hasłem „Chodź z Bogiem” w tym kraju skorzystało prawie 10 000 osób. W roku 2009 zanotowano liczbę 2546 głosicieli. Pod koniec roku do kraju dotarli kolejni misjonarze, ze 127 klasy Szkoły Gilead. W 2011 roku nadzór nad działalnością miejscowych wyznawców przejęło trynidadzkie Biuro Oddziału.
W roku 2015 przekroczono liczbę trzech tysięcy głosicieli. W sierpniu 2016 roku delegacja Świadków Jehowy z Gujany brała udział w kongresie specjalnym pod hasłem „Lojalnie trwajmy przy Jehowie!” w San Juan w Portoryko. W 2021 roku osiągnięto liczbę 3417 głosicieli, a na dorocznej uroczystości Wieczerzy Pańskiej zebrały się 14 394 osoby. W Gujanie działają również zagraniczni głosiciele.
Zebrania zborowe odbywają się w języku angielskim, amerykańskim migowym i tyrewuju.